# Ковалёва, Полина Николаевна
Полина Николаевна Ковалёва (2 июля 1993, Железногорск, Красноярский край) — российская лыжница, чемпионка России. Мастер спорта России.

## Биография
Воспитанница железногорского спорта. На взрослом уровне представляла Москву и параллельным зачётом Красноярский край, а также спортивное общество «Динамо». Тренеры — В. Н. Ревин, Е. Н. Ковалева.
Неоднократно становилась призёром юниорских первенств России и всероссийских соревнований. В том числе — серебряный призёр первенства России 2010 года в спринте, серебряный призёр первенства России 2013 года в спринте, победительница молодёжного (до 23 лет) первенства России 2015 года в спринте.
Участница Европейского юношеского олимпийского фестиваля 2011 года в чешском Либереце, где заняла 11-е место в спринте и 44-е — в гонке на 5 км. Участница юниорского чемпионата мира 2013 года (шестое место в спринте), чемпионата мира среди молодёжи 2015 года (16-е место в спринте), чемпионата мира среди молодёжи 2016 года (30-е место в спринте).
На уровне чемпионата России становилась чемпионкой в 2015 году в эстафете в составе сборной Москвы, серебряным призёром в 2017 году в спринте и командном спринте, бронзовым призёром в 2017 году в эстафете.
В 2013 году впервые приняла участие в Кубке мира, а в 2015—2018 годах входила в основной состав сборной России. Лучший результат в личных дисциплинах — 15-е место в 2016 году в спринте на этапе в Драммене, а также в 2017 году в Пхёнчане. Участница чемпионата мира 2017 года, где заняла 44-е место в квалификации спринта и не прошла в финальную часть.
В 2018 году была дисквалифицирована на два года за пропуск допинг-проб, позднее федерация лыжных гонок России увеличила срок дисквалификации до 4 лет.